# USA-262
USA-262, також відомий як GPS IIF-10, GPS 2F-10, GPS SVN-72 та NAVSTAR 74 — американський навігаційний супутник нового покоління, який поповнив орбітальне угруповання американської Системи глобального позиціонування (GPS).
Супутник є десятим з 12 супутників, покликаних замінити застарілі апарати. Програма по заміні супутників почалася в травні 2010 року.
Вартість супутника 245 млн доларів, термін служби 12 років.

## Запуск
Виведений на орбіту 15 липня 2015 ракетою-носієм Atlas V 401, яка стартувала з пускового комплексу військово-повітряних сил США на космодромі на мисі Канаверал (штат Флорида).
Запуск здійснила компанія United Launch Alliance — спільне підприємство американських корпорацій Boeing і Lockheed Martin.

## Орбіта
Висота орбіти — близько 20,4 тис. км.